# Guillaume de Tournebu
Guillaume de Tournebu, issu de la famille seigneuriale de Tournebu, est évêque de Coutances de vers 1181/1183 à sa mort en 1200/1201. 

## Biographie

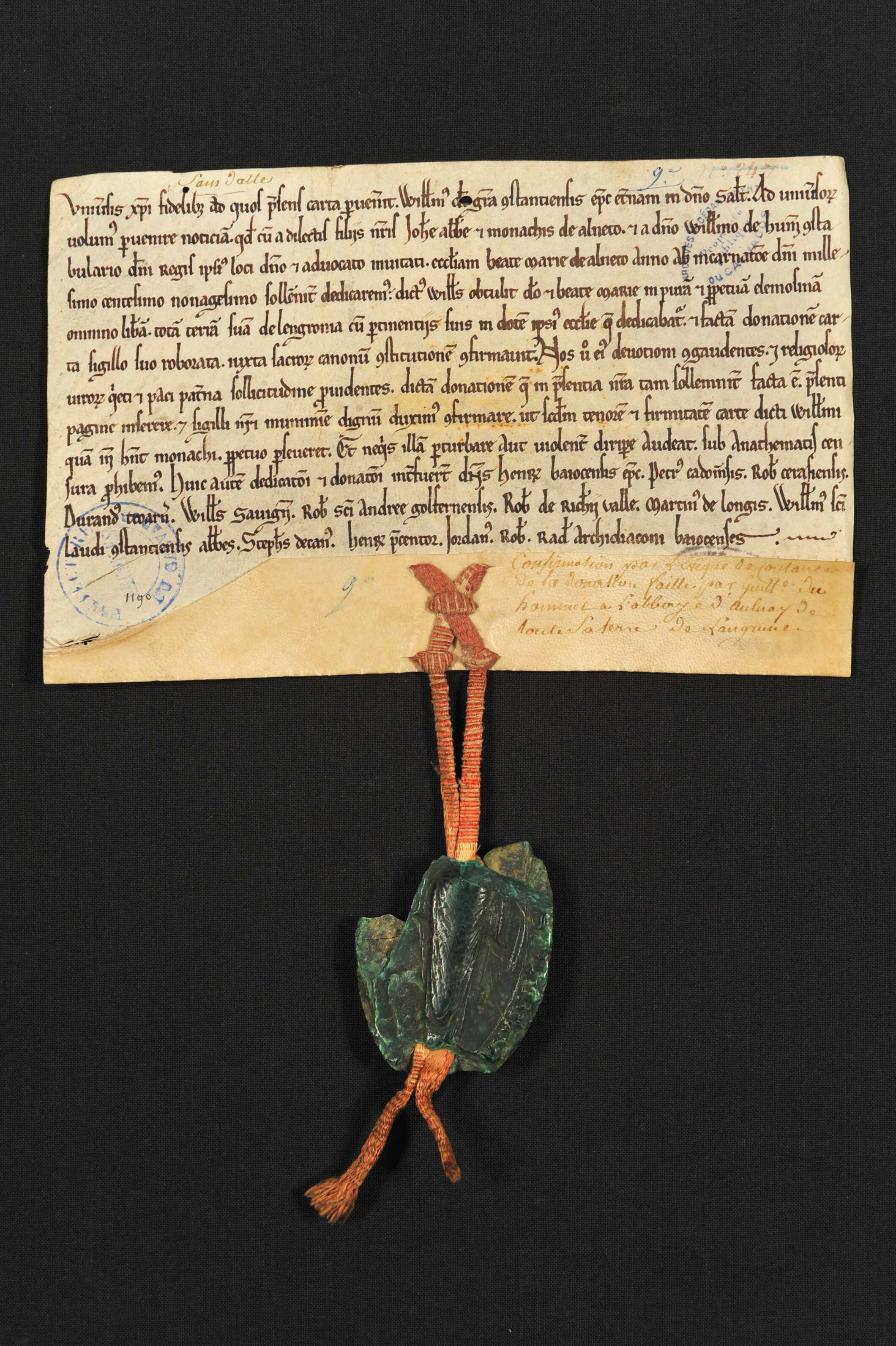
Confirmation par l'évêque de Coutances Guillaume de Tournebu du don de la terre de Langrune-sur-Mer fait par Guillaume du Hommet à l’abbaye d’Aunay

Guillaume de Tournebu est le fils de Simon de Tournebu et de sa femme dont on ignore le nom mais qu'on sait issue du lignage de La Pommeraye. Il est le frère cadet de Thomas baron de Thury. 
Guillaume de Tournebu est d'abord chanoine puis doyen de l'Église de Bayeux à partir de 1151. En 1179, à la demande du pape Alexandre III, il règle différentes querelles locales pendant la vacance du siège épiscopal de Bayeux. Il est élu évêque de Coutances en 1182  ou vers 1183. Certaines sources le montrent agissant comme évêque dès le 20 juin 1181. 
Il est un évêque actif, qui intervient en faveur des institutions ecclésiastiques de son diocèse et qui exige des clercs de son diocèse le respect de ses statuts.
En 1190 il préside la dédicace de l'église abbatiale de l'abbaye d'Aulnay. À cette occasion, il confirme des dons. 
Le 3 mai 1200, il dédicace l'église du prieuré de la Bloutière. C'est le dernier acte qu'il donne.
La date de son décès n'est pas établie précisément. L'année 1202 est habituellement retenue, mais son successeur, l'évêque Vivien, est évoqué dès le 28 décembre 1201. Dans les nécrologes, l'obit de Guillaume est en novembre. Son décès peut donc être daté de novembre 1200/1201.